# Pedro Montt Leiva
Pedro Nolasco Montt Leiva (1956) es un profesor de ciencias naturales y química, y político chileno. Se desempeñó como subsecretario de Educación durante el gobierno del presidente Ricardo Lagos. Luego, entre 2015 y 2021, ejerció como presidente del Consejo Nacional de Educación (CNED).

## Familia y estudios
Es hijo de Octavio Antonio Montt Torres y María Etelvina Leiva Ibaceta. Es licenciado en ciencias básicas de la Universidad de Chile, con estudios de doctorado en la Universidad de Lincoln, en el Reino Unido. Es profesor de ciencias naturales y química de la Pontificia Universidad Católica de Chile.
Está casado con Virginia Soledad Maray Hernández (1961), hija de Agustín Hernán Maray Valdés y María Olga Hernández Reyes.

## Vida pública

### Década de 1990 y 2000
Inició su carrera ministerial en 1992, con Ricardo Lagos como ministro de Educación. Su misión era dirigir el equipo que implementó los proyectos de mejoramiento educativo MECE Básica, del Banco Mundial. Después se convirtió en jefe de gabinete de varios directivos de esa cartera y del ministro Sergio Molina (PDC), quien le encargó liderar la gestión legislativa.
Ahí empezó a especializarse en ese tema: trabajó en los proyectos de Estatuto Docente y la Jornada Escolar Completa (con el exministro José Pablo Arellano). Tras estar casi tres años junto a su familia a Inglaterra —donde estudió y trabajó— regresó al ministerio invitado por la entonces ministra Mariana Aylwin, donde fue jefe de la División de Educación General (2001-2004) y luego subsecretario (2004-2006). 
En 2006 dejó la Subsecretaría y fue nombrado jefe de la Unidad de Currículum y Evaluación donde ejerció hasta octubre del 2009.
Trabajó con el exministro Sergio Bitar en la tramitación de la Ley de Subvención Escolar Preferencial (SEP) del 2008 y con la exministra Yasna Provoste la Ley General de Educación (LGE).
Se ha desempeñado también como secretario ejecutivo Comité de Ministros para la elaboración de leyes marco del sector educación.

### Década de 2010 y 2020
Ha realizado consultorías al Ministerio de Educación del Ecuador (2011) y a la Secretaría de Educación de México (Educación Básica, 2013), es investigador asociado y parte del directorio del Centro de Estudios del Desarrollo (CED) (2010 a la fecha) y colabora con el Centro de Estudios de Políticas Públicas (CEPP, Argentina).
Desde 2012 ha sido miembro del Consejo Nacional de Educación.
Ha sido docente en programas de maestría en gestión educativa y liderazgo pedagógico y de currículum y evaluación de la Universidad del Desarrollo y de gestión y liderazgo de la Universidad Central. Asimismo, se desempeña en el programa de formación general para alumnos de pregrado de la Universidad Diego Portales.
Participó como asesor en la tramitación de la reforma educacional del 2014. En abril de 2015 fue nombrado presidente del Consejo Nacional de Educación (CNED) por la presidenta Michelle Bachelet, cargo que desempeñó hasta el 2021.

## Publicaciones
- Montt, Pedro (2009). «La experiencia chilena de instalación de estándares de aprendizaje y la nueva institucionalidad para la calidad de la educación». Revista Iberoamericana de Evaluación Educativa 2 (1). ISSN 1989-0397.
- Montt, P.; Elacqua, G.; González, P.; Razyinski, D. (2006). «Hacia un sistema escolar descentralizado, sólido y fuerte. El diseño y las capacidades hacen la diferencia.». Ministerio de Educación.
- Beca, C.; Montt, P.; Sotomayor, C. (2006). «Docentes para el nuevo siglo: hacia una política de desarrollo profesional docente.». Gobierno de Chile.
- Montt, P.; Serra, P. (1994). «La descentralización educativa en Chile: el traspaso de la educación a los municipios.». Cepal.